# Astérix en América (película)
Astérix en América (Asterix Conquers America en su versión original en inglés) es una película animada de 1994 dirigida por Gerhard Hahn. Fue producida en Alemania como Asterix in Amerika por Gerhard Hahn y Jürgen Wohlrabe, y es la única película de Astérix producida fuera de Francia (donde se conoce como Astérix et les Indiens). Es una adaptación bastante libre de la historieta La gran travesía.

## Sinopsis
En la pequeña aldea gala, unos niños han empezado una discusión infantil. En el transcurso de la reyerta, el caldero en el que Panorámix está preparando la poción mágica cae al suelo, derramando el preciado contenido. El druida sale entonces al bosque a buscar los ingredientes para preparar una nueva marmita, pero es secuestrado por sus temibles enemigos: "los romanos". Astérix y Obélix, con la ayuda de Ideafix, descubren el hecho y persiguen a los romanos para liberar a su amigo. Los romanos tienen intención de llegar hasta los confines del mar y arrojar a Panorámix al precipicio del mundo (pues suponen que es plano). Y los dos galos (Astérix y Obélix) van tras ellos introduciéndose en una gran aventura por aquello que más tarde pasó a llamarse América.

## Versión española (1995)
- Pep Antón Muñoz - Astérix
- Carles Canut - Obélix
- Rafael Calvo - Corpulentus
- Juan Antonio Bernal - Asurancetúrix
- Vicenç Manel Domènech - Panorámix
- Adriá Frías - Ordenalfabétix
- Camilo García - Julio César
- Manolo García - Narrador
- Claudi García - Lucullus
- Miguel Ángel Jenner - Hechicero
- Pepe Mediavilla - Abraracúrcix
- Gonzalo Abril - Phillipo el Centurión Caius Noterajus
- María del Mar Tamarit - At-Tsyoo
- Alfonso Vallés - Esautomátix
- Luis Fenton - Stupidus
- Ernesto Aura - Jefe indio
- Manuel García

## Versión mexicana (1997)
- Jesse Conde - Ásterix
- Eduardo Borja - Óbelix
- Gabriel Chávez - Panorámix
- Ricardo Mendoza - Lucius
- Alejandro Villeli - Julio César
- Alejandro Illescas - Assurancetúrix
- Luis Alfonso Padilla - Centurión Caius Noterajus
- Alfonso Mellado - Ordenalfabétix
- Alejandro Mayén - Capitán Barbarroja y Narrador
- Jorge Ornelas - Senador Gallagher, Remador, Aldeano galo y Esautomátix
- Dulce Guerrero - Ha-Tschi
- Bardo Miranda - Abraracúrcix
- Gabriel Ramos - Niño
- Gerardo Reyero, Roberto Molina y Alfredo Lara - Voces adicionales

## Estrenos
- Alemania: 29 de septiembre de 1994
- Francia: 5 de abril de 1995
- España: 7 de abril de 1995
- Dinamarca: 30 de junio de 1995
- Reino Unido: 11 de agosto de 1995
- Canadá: 23 de febrero de 1996